# Lennart Öhrström
Lennart Ingemar Öhrström, född 28 mars 1938 i Stockholm, är en svensk målare, tecknare och grafiker.
Han var son till kamreren Ingemar Öhrström och Margit Arvidsson. Öhrström studerade förs tre år vid Anders Beckmans reklamskola i Stockholm innan han 1963–1964 studerade konst vid Gerlesborgsskolan i Stockholm som senare följdes av studier vid Valands målarskola i Göteborg. Under sin studietid arbetade han några sommarmånader på en reklambyrå i Stockholm. Sommaren 1963 reste han på en studieresa till Frankrike som senare följdes av studieresor till bland annat Grekland, Polen, Italien och Nederländerna. Han medverkade i Nationalmuseums utställning Unga tecknare, Göteborgs konstförenings Decemberutställningar på Göteborgs konsthall och Stockholmssalongerna på Liljevalchs konsthall. Han var representerad i Valandelevernas grafikportföljer 1966–1967. Hans konst består av utförda i skiftande tekniker men han gjorde sig främst känd som grafiker med arbeten i torrnålsgravyr, etsning och färgetsning. Öhrström är representerad vid bland annat Moderna museet och Göteborgs museum.